# Ђанмарко Тамбери
Ђанмарко Тамбери (итал. Gianmarco Tamberi; Чивитанова Марке, 1. јун 1992.) је италијански атлетичар који се такмичи у скоку у вис. Тамбери је олимпијски шампион (2020) и светски шампион (2023) у скоку увис.

## Биографија
Ђанмарков отац, Марко Тамбери, држао је италијански рекорд у дворани у скоку увис са висином од 228 см из 1983. године.
Ђанмарко је 1. августа 2021. заједно са катарским скакачем увис Мутазом Есом Баршимом имао исти број покушаја на свим прескоченим висинама у финалу Летњих олимпијских аигара 2020. у Токију. Након што су обојица прешли 2,37 м. Тамбери и Баршим су поделили златну медаљу у ретком случају у олимпијској историји када су спортисти различитих нација пристали да деле исту медаљу. После три неуспешна скока на висини од 2.39 м Тамбери и Баршим су питали судију "Можемо ли добити два злата?" и када су чули позитиван одговор, Баршим и Тамбери су се загрлили и заједно прослављали злато говорећи „Историја, пријатељу“.
На великим такмичењима Тамбери је препознатљив по томе што на једној половини лица не брије браду, а на другој брије.

## Међународна такмичења
| Година | Такмичење                           | Место                         | Позиција | Дисциплина | Резултат | Белешка                     |
| ------ | ----------------------------------- | ----------------------------- | -------- | ---------- | -------- | --------------------------- |
| 2010.  | Светско првенство за јуниоре        | Монктон, Канада               | 21.      | Скок увис  | 2,10 м   |                             |
| 2011.  | Европско првенство за јуниоре       | Талин, Естонија               | 3.       | Скок увис  | 2,25 м   |                             |
| 2012.  | Европско првенство                  | Хелсинки, Финска              | 5.       | Скок увис  | 2,24 м   |                             |
| 2012.  | Олимпијске игре                     | Лондон, Уједињено Краљевство  | 21.      | Скок увис  | 2,21 м   |                             |
| 2013.  | Европско првенство у дворани        | Гетеборг, Шведска             | 5.       | Скок увис  | 2,29 м   |                             |
| 2013.  | Европско првенство за млађе сениоре | Тампере, Финска               | 13.      | Скок увис  | 2,17 м   |                             |
| 2014.  | Европско првенство                  | Цирих, Швајцарска             | 7.       | Скок увис  | 2,26 м   |                             |
| 2015.  | Европско првенство у дворани        | Праг, Чешка                   | 7.       | Скок увис  | 2,24 м   |                             |
| 2015.  | Светско првенство                   | Пекинг, Кина                  | 8.       | Скок увис  | 2,25 м   |                             |
| 2016.  | Светско првенство у дворани         | Портланд, САД                 | 1.       | Скок увис  | 2,36 м   |                             |
| 2016.  | Европско првенство                  | Амстердам, Холандија          | 1.       | Скок увис  | 2,32 м   |                             |
| 2017.  | Светско првенство                   | Лондон, Уједињено Краљевство  | 13.      | Скок увис  | 2,29 м   |                             |
| 2019.  | Европско првенство у дворани        | Глазгов, Уједињено Краљевство | 1.       | Скок увис  | 2,32 м   |                             |
| 2021.  | Европско првенство у дворани        | Торуњ, Пољска                 | 2.       | Скок увис  | 2,35 м   |                             |
| 2021.  | Олимпијске игре                     | Токио, Јапан                  | 1.       | Скок увис  | 2,37 м   |                             |
| 2022.  | Светско првенство у дворани         | Београд, Србија               | 3.       | Скок увис  | 2,31 м   |                             |
| 2022.  | Европско првенство                  | Минхен, Немачка               | 1.       | Скок увис  | 2,30 м   |                             |
| 2023.  | Светско првенство                   | Будимпешта, Мађарска          | 1.       | Скок увис  | 2,36 м   |                             |
| 2024.  | Европско првенство                  | Рим, Италија                  | 1.       | Скок увис  | 2,37 м   | Рекорд европских првенстава |
| 2024.  | Олимпијске игре                     | Париз, Француска              | 11.      | Скок увис  | 2,22 м   |                             |